# Jüdischer Friedhof Wanne-Eickel

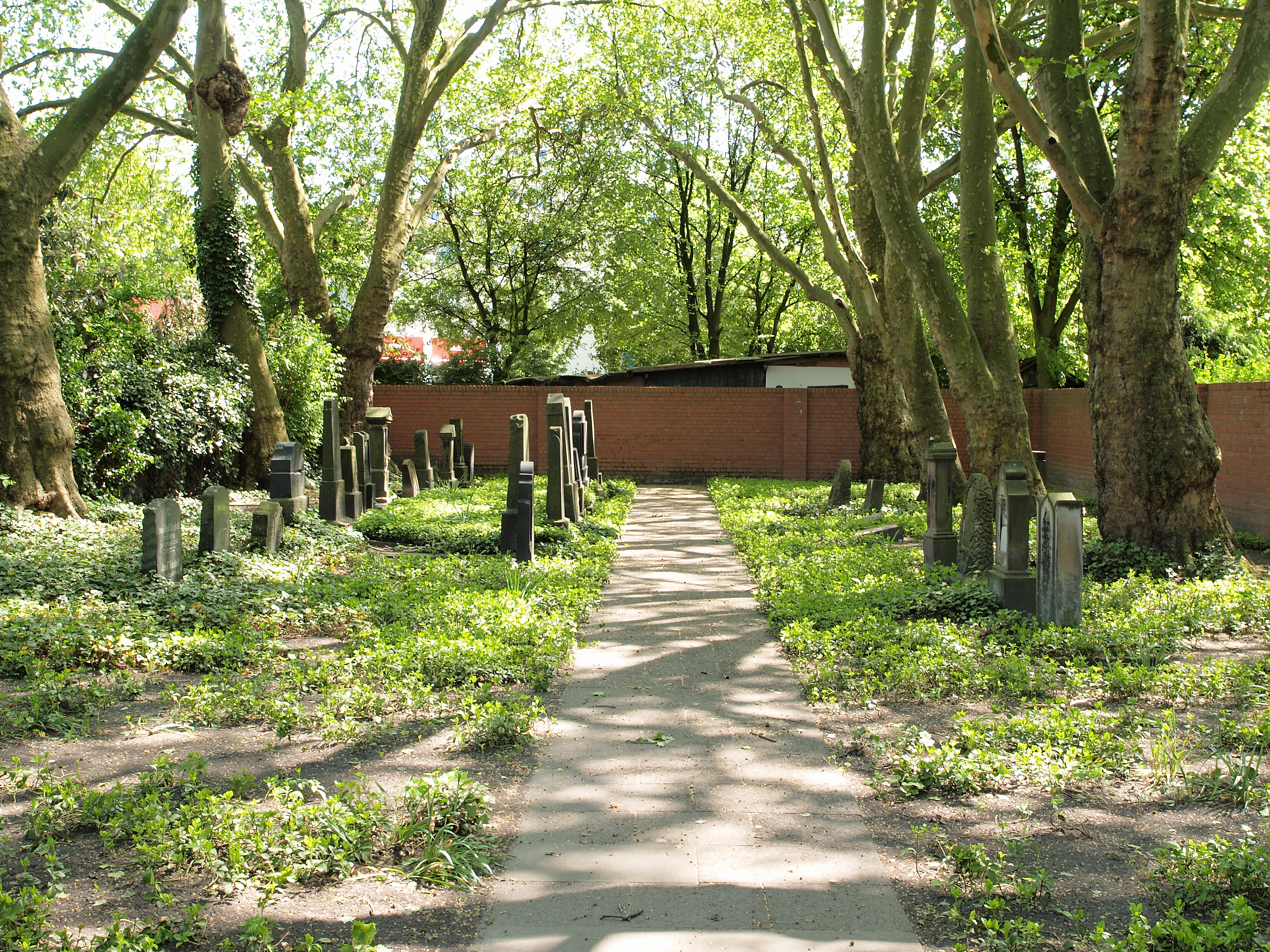
Der Jüdische Friedhof Wanne-Eickel 2011

Der Jüdische Friedhof Wanne-Eickel befindet sich an der Dürerstraße im Ortsteil Wanne-Süd der Stadt Herne.

## Geschichte
Bis zu ihrer Lösung von der Synagogengemeinde Bochum im Jahr 1907 bildete die Gemeinde Wanne-Eickel einen Teil derselben.:189 Dies führte wiederholt zu Auseinandersetzungen um die Kosten zur Unterhaltung des Begräbnisplatzes an der Dürerstraße.:192
Angelegt wurde er vermutlich spätestens um 1843. Nach einem Briefwechsel aus dem Jahre 1887 anlässlich der Eintragung des Grundstückes in das neu anzulegende Grundbuch wurde der Platz seit über 44 Jahren für Bestattungen genutzt.:192 Im Jahr 1856 war das 627 m² große Grundstück durch Simon Leser von der Gemeinde Bickern erworben worden. In diesem Zusammenhang hielt der Gemeindevorsteher Elverfeld in Horst fest, dass „die jüdische Genossenschaft in langjährigem Besitz des gedachten Begräbnisplatzes gewesen“ sei.:191
Nach der Errichtung der Synagogengemeinde Wanne-Eickel wurde die Anlage in größerem Umfang gepflegt. 1921 gelang eine gärtnerische Neugestaltung, 1931 konnte das Grundstück mit einer Mauer eingefasst werden. Eine angedachte Erweiterung wurde nach der Machtübernahme durch die Nationalsozialisten nicht mehr realisiert. Die nach 1945 in Eickel Verstorbenen jüdischen Glaubens wurden auf dem jüdischen Friedhof in Gelsenkirchen-Bulmke beigesetzt.:192

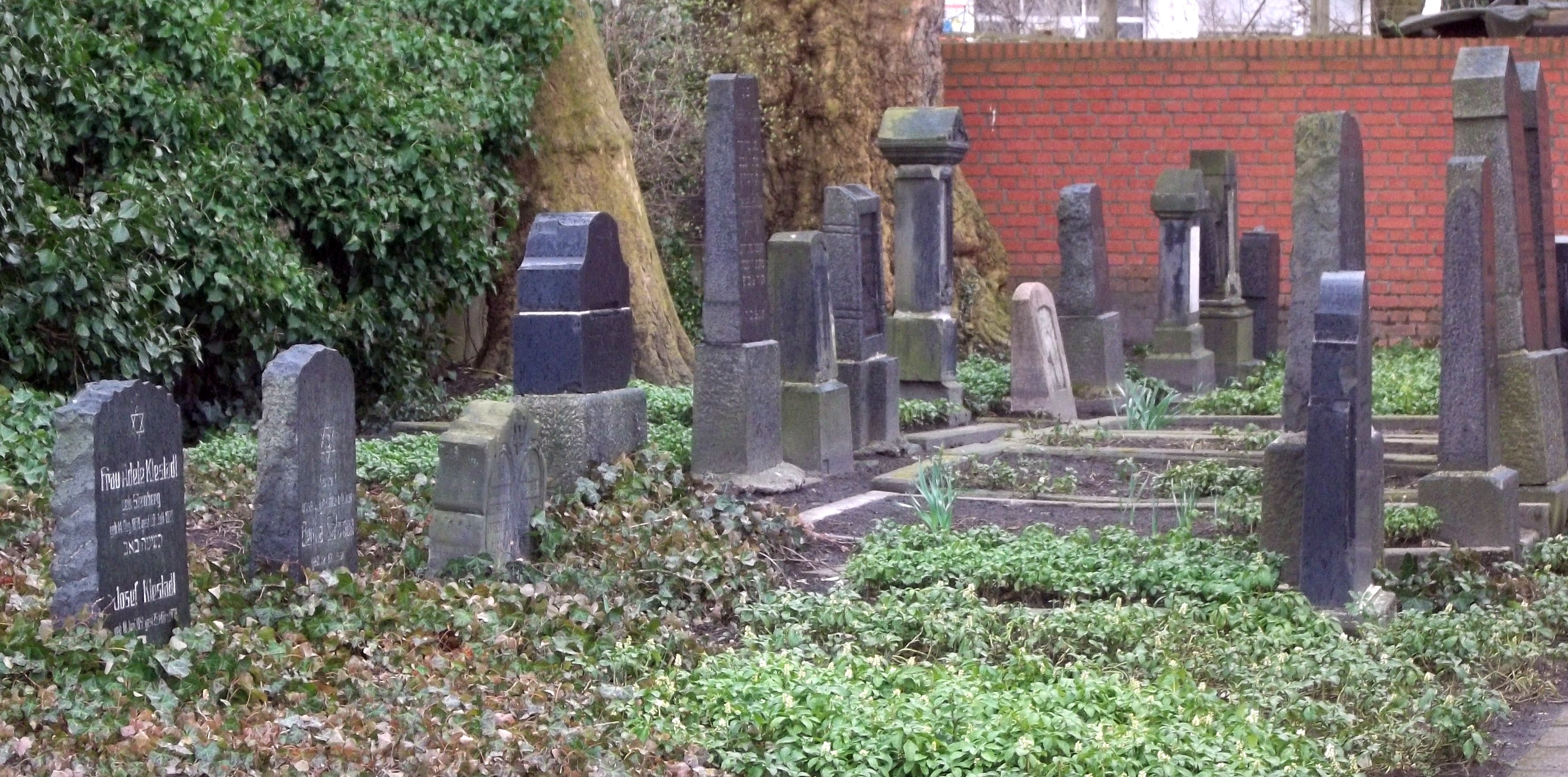
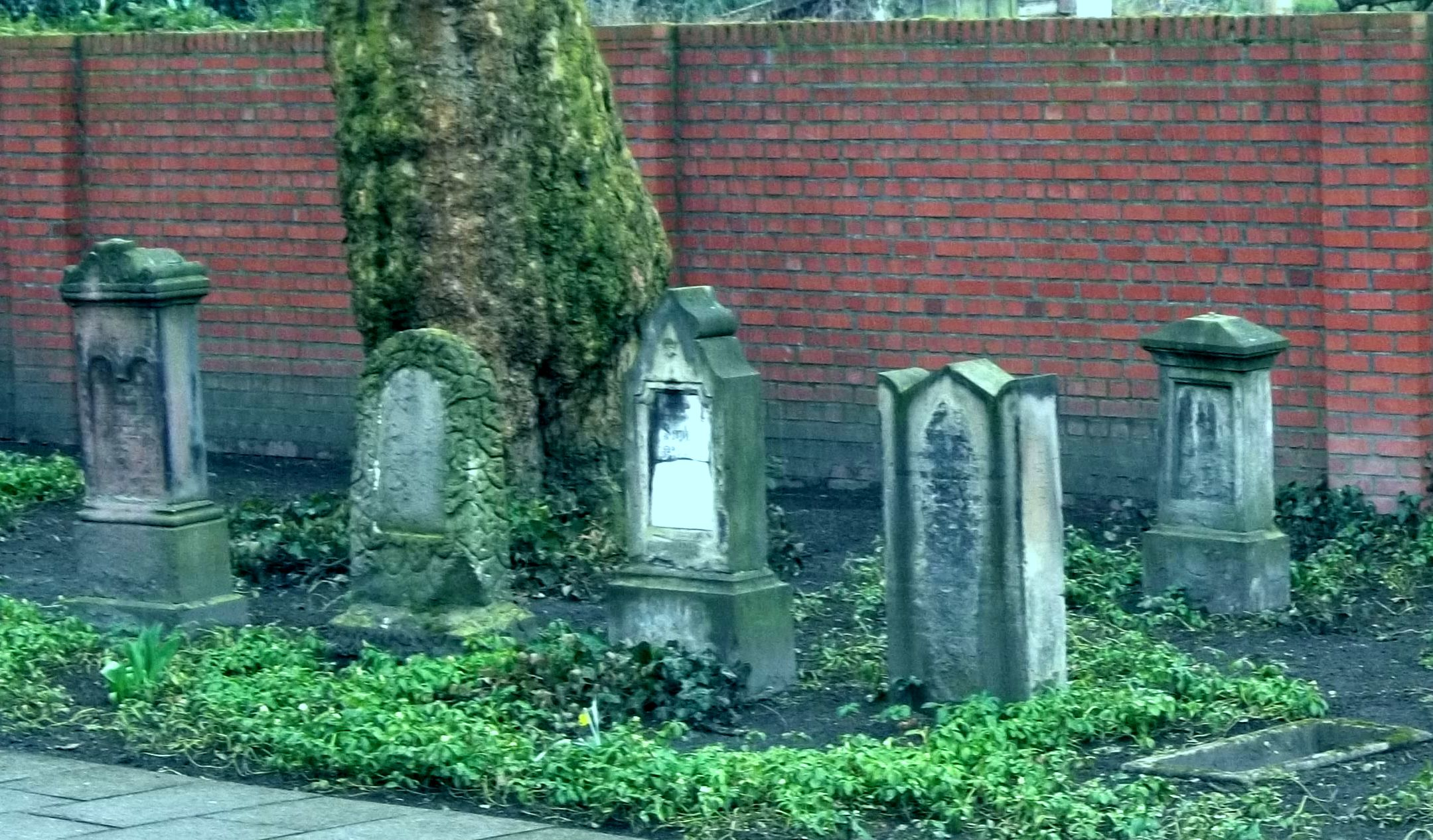
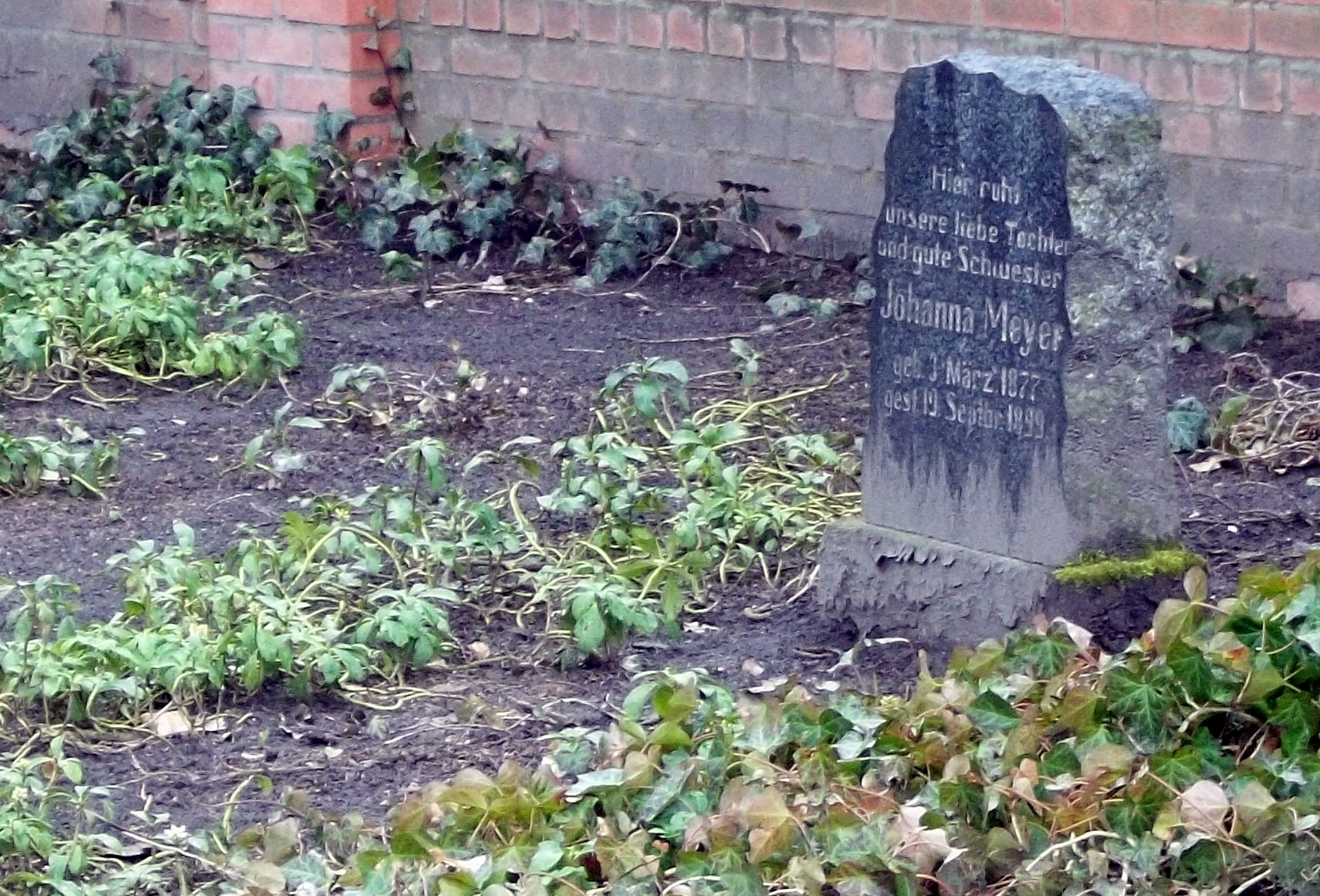
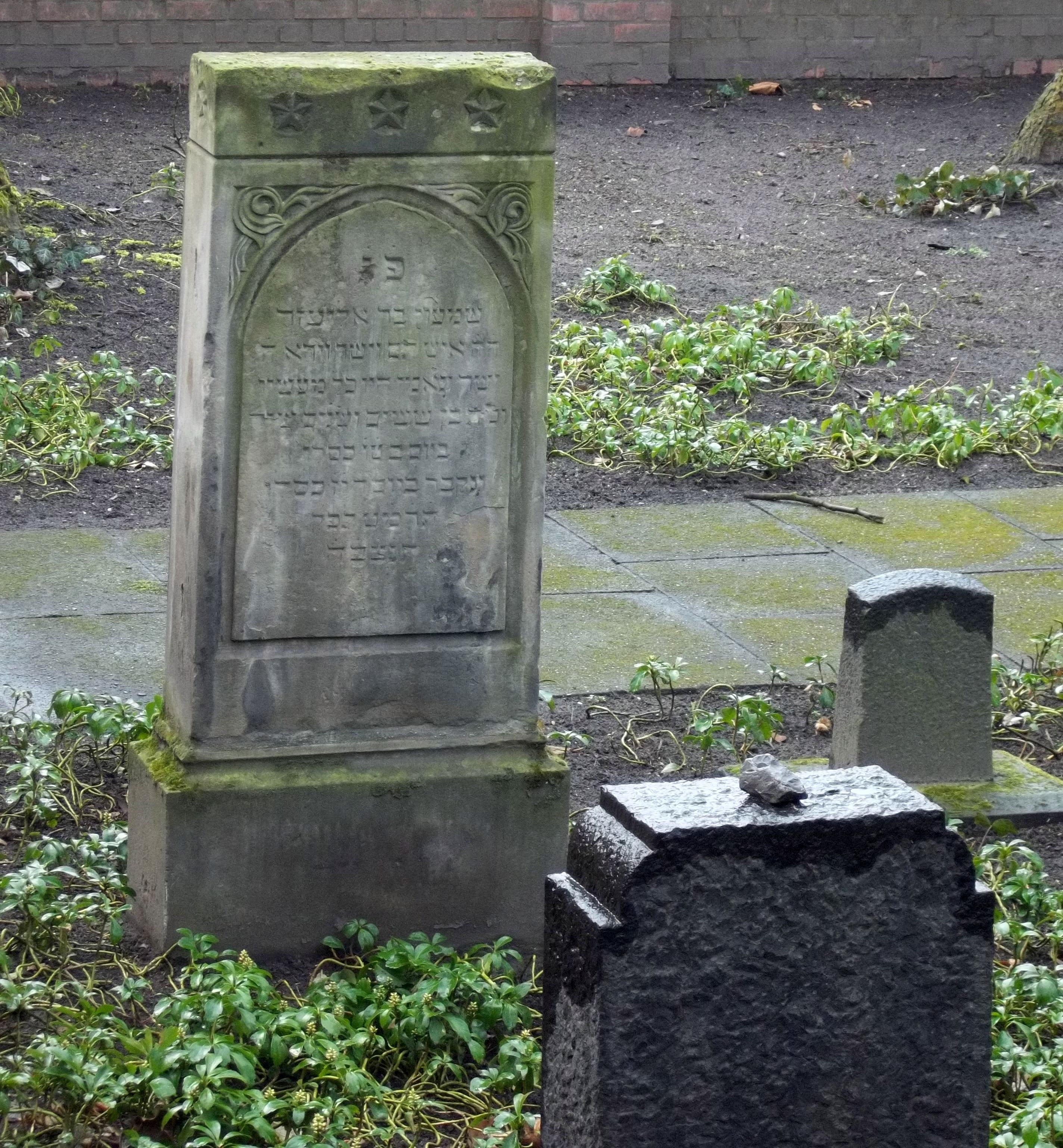

Gräber zu Ehren von jüdischen Gefallenen des Ersten Weltkriegs finden sich auf keiner der Anlagen in Wanne-Eickel, da ihre Spuren während der Zeit des Nationalsozialismus beseitigt wurden.:185